# Ala-Buka
Ala-Buka (russisch und kirgisisch Ала-Бука) ist ein Dorf im Oblus Dschalal-Abad (Kirgisistan) mit 13.973 Einwohnern (Stand 2022). Das Dorf ist Verwaltungssitz und Namensgeber des Rajons Ala-Buka.

## Geografie
Ala-Buka befindet sich am Rande des Ferghanatals, etwa 130 Kilometer Luftlinie von der Hauptstadt der Oblast, Dschalal-Abad, entfernt. Es liegt einige Kilometer nördlich der usbekischen Grenze am Kassansai-Stausee. In der Nähe befindet sich die archäologische Stätte Schach Fasil.
In der Gegend herrscht kaltes Steppenklima. Die durchschnittliche Jahrestemperatur in der Region beträgt 13 °C. Der wärmste Monat ist der Juli mit einer Durchschnittstemperatur von 26 °C, der kälteste der Januar mit −4 °C. Die durchschnittliche jährliche Niederschlagsmenge beträgt 428 Millimeter. Der feuchteste Monat ist der April mit durchschnittlich 69 mm Niederschlag, der trockenste der September mit 10 mm Niederschlag.

## Geschichte
Das Dorf wurde im Jahre 1900 gegründet.

### Bevölkerungsentwicklung
| Einwohner | Jahr | Beleg |
| --------- | ---- | ----- |
| 01.965    | 1939 | [ 5 ] |
| 10.813    | 2009 | [ 6 ] |
| 13.974    | 2022 | [ 1 ] |